# Comarca El Hierro
Die Comarca El Hierro ist eine der 15 Comarcas in der Provinz Santa Cruz de Tenerife.
Die Insel El Hierro ist deckungsgleich mit der Comarca und umfasst drei Gemeinden auf einer Fläche von 268,72 km².

## Gemeinden
| Gemeinde          | Einwohner (2024) | Fläche km² | Dichte Einw./km² | Cod INE | Postleitzahl |
| ----------------- | ---------------- | ---------- | ---------------- | ------- | ------------ |
| La Frontera       | 4.528            | 80,12      | 57               | 38013   | 38911        |
| El Pinar          | 2.010            | 84,95      | 24               | 38901   | 38914, 38917 |
| Valverde          | 5.268            | 103,65     | 51               | 38048   | 38900        |
| Comarca El Hierro |                  | 268,72     | 0                | –       | –            |

## Nachweise
1. ↑  Instituto Nacional de Estadística Municipal Register of Spain
2. ↑  Regionen und Großregionen der Kanarischen Inseln, territoriale Abgrenzungen für statistische Zwecke